# Félix Mourinho
José Manuel Mourinho Félix (* 12. Februar 1938 in Ferragudo; † 25. Juni 2017 in Setúbal), auch als Félix Mourinho bekannt, war ein portugiesischer Fußballtorhüter und -trainer. Er ist der Vater des Fußballtrainers José Mourinho.

## Spielerkarriere
Mourinho wurde in Ferragudo im Distrikt Faro in der Region Algarve geboren. Er spielte insgesamt 19 Saisons als Fußballprofi und debütierte 1955/56 in der Primeira Liga für Vitória Setúbal als Torhüter. Er verbrachte 13 Saisons bei Setúbal und half ihnen dabei, zweimal den portugiesischen Pokal (Taça de Portugal) in den Jahren 1965 und 1967 zu gewinnen und damit den Messestädte-Pokal zu erreichen.
Vor dem Beginn der Jahre 1968/69 unterschrieb Mourinho bei Belenenses Lissabon, wo er 1973 in seiner fünften Saison mit dem zweiten Platz in der Primeira Liga die beste Ligaplatzierung in seiner Karriere erreichte mit der anschließenden Qualifikation zum UEFA-Pokal. Im Juni des folgenden Jahres beendete er im Alter von 36 Jahren seine Spielerkarriere.
Am 25. Juni 1972 bestritt er sein einziges Länderspiel für die portugiesische Nationalmannschaft, als er in den letzten Minuten eines 2:1-Erfolges gegen Irland für Benficas José Henrique eingewechselt wurde.

## Trainerkarriere
Mourinho begann 1976 seine Trainerkarriere (er hatte zuvor bereits als Assistent bei Belenenses gearbeitet, während er noch ein aktiver Spieler war). Sein erster Aufenthalt in der Primeira Liga war 1980/81 mit Amora FC, die er im Vorjahr zur Meisterschaft in der zweiten Spielklasse geführt hatte. Er verließ das Team jedoch mitten in der Spielzeit und ging zu Rio Ave FC in die Segunda Liga. Hier konnte er erneut den Aufstieg erreichen.
Mourinhos einzige volle Saisons in der obersten Spielklasse waren 1981/82 und 1983/84, wo er Rio Ave auf den fünften Platz und in das Finale des heimischen Pokals führte. In der Saison 1981/82 trainierte er seinen eigenen Sohn José, der damals für Rio Ave spielte. Mourinho wählte seinen Sohn nur selten aus, aber am letzten Spieltag der Saison gegen den bereits feststehenden Meister Sporting Lissabon wollte er ihn einsetzen, nachdem sich ein Stammspieler beim Aufwärmen verletzt hatte. Der damalige Präsident des Vereins José Maria Pinho verbot den Einsatz allerdings, da er Nepotismus befürchtete. Nach dem Vorfall verließen die Mourinhos den Verein, um sich im folgenden Sommer Belenenses anzuschließen. Davor wurde Mourinho für den Job als Nationaltrainer von Portugal in Betracht gezogen, den jedoch Fernando Cabrita erhielt. Mourinho kehrte 1983 nach Rio Ave zurück, wurde jedoch am Weihnachtstag 1984 entlassen. Danach trainierte er verschiedene unterklassige Vereine und beendete seine Trainerkarriere 1996 bei Vitória Setúbal, wo er einst seine Spielerkarriere gestartet hatte.

## Persönliches
Mourinho heiratete Maria Júlia Carrajola dos Santos (geb. 1939) und hatte zwei Kinder, Teresa (geb. 1960) und José (geb. 1963). Letzterer wurde zu einem der renommiertesten und erfolgreichsten Fußballtrainer seiner Zeit.
Mourinho starb am 25. Juni 2017 in Setúbal im Alter von 79 Jahren.